# Гњилеж
Гњилеж (мкд. Гнилеж) је насеље у Северној Македонији, у јужном делу државе. Гњилеж припада општини Новаци.

## Географија
Насеље Гњилеж је смештено у јужном делу Северне Македоније. Од најближег већег града, Битоља, насеље је удаљено 30 km источно.
Гњилеж се налази у западном делу високопланинске области Маријово, као једно од најзабаченијих, али и етнички најчистијих делова православног словенског живља на тлу Македоније. Насеље је положено високо, на висоравни. Источно од села издиже највише било Селечке планине. Надморска висина насеља је приближно 860 метара.
Клима у насељу је планинска због знатне надморске висине.

## Становништво
Гњилеж је према последњем попису из 2002. године имао 5 становника.
Претежно становништво по последњем попису су етнички Македонци (100%).
Већинска вероисповест је православље.